# Geological Survey of Victoria
Der Geological Survey of Victoria (GSV) war unter dieser Bezeichnung die oberste geowissenschaftliche Behörde des australischen Bundesstaates Victoria. Durch die Fusion mit der Petroleum Branch des Ministeriums für Bergbau ging die Behörde in der neuen staatlichen Agentur GeoScience Victoria auf. Der Sitz war und ist Melbourne.

## Entwicklung
Die Gründung des Geological Survey of Victoria ist mit den Goldfunden im Jahre 1851 verbunden. Der damalige Gouverneur Charles La Trobe erkannte die Notwendigkeit einer Prospektion seines Gebietes unter fachlichen Gesichtspunkten. Demzufolge forderte er bei der Kolonialverwaltung in London einen Geologen an. Mit dieser Aufgabe betraute man Alfred Selwyn (1824–1902). Die Gründung des geologischen Dienstes von Victoria fällt mit der Ankunft Selwyns im Jahre 1852 zusammen. Eine 1853 datierte geologische Karte von einer Region zwischen Malmsbury und Bendigo gilt als die älteste ihrer Art vom Bundesstaat Victoria. In den 1860er Jahren hatte die geologische Kartierung unter seiner Leitung wegen ihrer Qualität weltweite Anerkennung erworben.
Zum Ende des 19. Jahrhunderts war die Arbeit des geologischen Dienstes weniger an wissenschaftlichen, sondern mehr an bergbaulich-ökonomischen Zielstellungen orientiert. Die Kartierungen auf dem Walhalla-Goldfeld erforderten Erkundungsgrabungen mit Stollenvortrieb. Im Falle von bestehenden untertägigen Bergbauanlagen kartierte man mit Hilfe der Begehung des Stollensystems.
Die Erkundung möglicher Kohlelagerstätten war seit der Gründung des geologischen Dienstes eine vorrangige Aufgabe. Die seit den späten 1850er Jahren ausgebeuteten Vorkommen um Kap Paterson konnten nie den Eigenbedarf der Kolonie decken. Weitere Erkundungen im südlichen Gippsland erbrachten nicht den erwünschten Erfolg. Als 1909 ein Streik in den Kohlegruben von New South Wales die Versorgung mit Brennstoff in Victoria stark beeinträchtigte, nahm man die Erkundungen wieder auf. In der Umgebung von Wonthaggi wurde man fündig. Der Abbau in dieser Region hielt bis 1968 an. Die Entdeckung der Kohleflöze würdigte die Regierung 1910 mit der Eröffnung des Geologischen Museums in der Macarthur Street von East Melbourne. Dessen Existenz war stets umstritten. Im Jahr 1965 riss man das Gebäude ab und übergab die Sammlungen mit geologischen, paläontologischen und technischen Exponaten dem Museum of Victoria, wo sie heute aufbewahrt und ausgestellt werden.
In den 1920er Jahren wandte man sich verstärkt der Suche nach Erdöl zu. Die ersten Funde durch Bohrungen im Seegebiet des Gippsland erbrachten nutzungsfähige Vorräte. Die Suche wurde über mehrere Jahrzehnte fortgesetzt. Im Jahr 1955 begann man die Ölsuche in den offshore-Bereich zu verlegen. Bei den auf diese Weise entdeckten Öl- und Gasvorkommen prognostizierte man Vorräte für eine Förderung bis in das 21. Jahrhundert hinein.

## Aufgaben
Die 2004 gebildete GeoScience Victoria ist eine Abteilung der Earth Resources Development Division (ERDD) im Department of Primary Industries (deutsch etwa: Ministerium für Schlüsselindustrien).
Zu den modernen Aufgaben gehören:
- Erkundung von neuen Lagerstätten mineralischer Rohstoffe und Erdöl
- Förderung des Bundesstaates Victoria als Investitionsstandort der Montanindustrie
- Bereitstellung eigener geowissenschaftlicher Informationen und Sicherung des globalen Informationszugangs
- Beratung der Regierung zum Umfang und Wert der verfügbaren Bodenschätze

## Weiterführende Literatur
- Thomas A. Darragh: The Geological Survey of Victoria Under Alfred Selwyn, 1852-1868. in: Historical Records of Australian Science. Jg. 7 (1987), Nr. 1, S. 1–25